# Z5 Paul Jacobi
O Z5 Paul Jacobi foi um contratorpedeiro operado pela Kriegsmarine e a primeira embarcação Tipo 1934A. Sua construção começou em julho de 1935 nos estaleiros da Deutsche Schiff- und Maschinenbau em Bremen e foi lançado ao mar em março do ano seguinte, sendo comissionado na frota alemã em junho de 1937. Era armado com uma bateria principal de cinco canhões de 127 milímetros mais oito tubos de torpedo de 533 milímetros, tinha um deslocamento de mais de três mil toneladas e conseguia alcançar uma velocidade máxima de 36 nós (67 quilômetros por hora).
A primeira função do Z5 Paul Jacobi na Segunda Guerra Mundial foi inspecionar navios mercantes no Kattegat até o início de 1940, depois do qual participou da invasão da Noruega transportando tropas para Trondheim. Foi em seguida transferido para a França e participou de ataques contra embarcações britânicas no Oceano Atlântico. Ele pouco fez durante 1941, pois passou a maior parte do tempo em manutenção e consertos. No início de 1942 participou da Operação Cerberus, quando escoltou dois couraçados e um cruzador pesado alemães pelo Canal da Mancha.
O contratorpedeiro participou de algumas operações contra comboios Aliados pelo restante de 1942, mas passou a maior parte do ano seguinte inativo no Ártico até voltar para a Alemanha em setembro a fim de passar por manutenção. O Z5 Paul Jacobi foi seriamente danificado por ataques aéreos e só voltou para à atividade no final de 1944. Ele passou o restante da guerra escoltando navios enquanto os alemães evacuavam a Prússia Oriental do avanço das forças soviéticas. Foi capturado pelos Aliados em maio de 1945 em Flensburgo, alguns dias antes do fim da guerra.
O navio permaneceu sob controle britânico até o início de 1946, quando foi entregue para uso da Marinha Nacional Francesa. Foi renomeado para Desaix, comissionado em setembro e designado para a 1ª Divisão de Grandes Contratorpedeiros. Em meados do ano seguinte escoltou o couraçado Richelieu até colônias francesas na África para uma visita do presidente Vincent Auriol. Pelos anos seguintes participou de algumas ocasiões cerimoniais até ser tirado do serviço em janeiro de 1949, ficando na reserva até ser enviado para desmontagem em junho de 1954.